# Anna Alexejewna Frolina
Anna Alexejewna Frolina, geborene Bulygina, (russisch Анна Алексеевна Фролина (Булыгина); * 11. Januar 1984 in Salechard, Oblast Tjumen, UdSSR) ist eine ursprünglich russische, jetzt südkoreanische Biathletin.

## Karriere
Die Russin Anna Bulygina war eine sehr erfolgreiche Juniorensportlerin. Bei den Juniorenweltmeisterschaften 2002, 2003 und 2005 wurde die Polizistin zweimal Weltmeisterin mit der Staffel (2003 und 2005) sowie in der Verfolgung (2005). Hinzu kommen Vizeweltmeistertitel bei allen drei Sprintwettbewerben der Junioren-WM, dazu ein Sieg im Sprint und ein dritter Platz in der Verfolgung bei den Junioren-Europameisterschaften 2005 in Nowosibirsk. Bulygina debütierte aufgrund von Verletzungen und Schwangerschaften mehrerer anderer Sportlerinnen im russischen Biathlon-Team im Junioren-Biathlon-Europacup in der Saison 2005/06. In Nowosibirsk gewann sie das Sprintrennen und wurde Dritte in der Verfolgung. Anschließend lief sie mehrere Rennen im Biathlon-Europacup ohne nennenswerte Ergebnisse zu erreichen. Im Biathlon-Weltcup gab sie ihr Debüt beim ersten Weltcup der Saison 2006/07. Schon im ersten Rennen konnte sie in die Weltspitze vordringen und wurde Neunte. Mit der russischen Staffel wurde Bulygina in Hochfilzen Zweite. Bei den Biathlon-Weltmeisterschaften 2007 in Antholz wurde die Russin in zwei Rennen eingesetzt. Im Sprint erreichte sie den 19. Platz, in der Verfolgung verlor sie 10 Plätze. Zum Saisonfinale in Chanty-Mansijsk erreichte Bulygina im abschließenden Massenstartrennen als Vierte ihre beste Platzierung der Saison. Sie beendete die Saison auf dem 31. Rang der Gesamtwertung. In der folgenden Saison wurde Bulygina nicht im Weltcup eingesetzt. Hier konnte sie erneut in der Saison 2008/09 starten. In Antholz wiederholte Bulygina ihre bis dahin beste Platzierung, den vierten Rang, in einem Sprint. Das folgende Jagdrennen gewann die Russin überraschend im Zielsprint gegen Kaisa Mäkäräinen und Darja Domratschawa. Schon mehrere Wochen zuvor gewann sie in Hochfilzen mit der Staffel Russlands ihr erstes Weltcuprennen, doch wurde der Sieg später wegen Dopingvergehen anderer russischer Starterinnen aberkannt. Ihren bislang größten Erfolg erreichte sie durch den Gewinn der Weltmeisterschafts-Goldmedaille bei den Biathlon-Weltmeisterschaften 2009 in Pyeongchang, ebenfalls im Staffel-Wettbewerb.
Da sie keine Chance auf einen Platz in der russischen Nationalmannschaft hatte, wechselte sie 2015 nach Südkorea.

## Statistiken

### Weltcupplatzierungen
Die Tabelle zeigt alle Platzierungen (je nach Austragungsjahr einschließlich Olympische Spiele und Weltmeisterschaften).
- 1.–3. Platz: Anzahl der Podiumsplatzierungen
- Top 10: Anzahl der Platzierungen unter den ersten zehn (einschließlich Podium)
- Punkteränge: Anzahl der Platzierungen innerhalb der Punkteränge (einschließlich Podium und Top 10)
- Starts: Anzahl gelaufener Rennen in der jeweiligen Disziplin
- Staffel: inklusive Mixed- und Single-Mixed-Staffeln

| Platzierung                    | Einzel | Sprint | Verfolgung | Massenstart | Staffel | Gesamt |
| ------------------------------ | ------ | ------ | ---------- | ----------- | ------- | ------ |
| 1. Platz                       |        |        | 1          |             | 3       | 4      |
| 2. Platz                       |        |        |            |             | 3       | 3      |
| 3. Platz                       |        |        |            |             | 1       | 1      |
| Top 10                         | 1      | 7      | 4          | 3           | 8       | 23     |
| Punkteränge                    | 3      | 25     | 16         | 12          | 8       | 64     |
| Starts                         | 8      | 31     | 20         | 12          | 10      | 81     |
| Stand: nach der Saison 2012/13 |        |        |            |             |         |        |

### Olympische Winterspiele
Ergebnisse bei Olympischen Winterspielen:
|                                             | Einzelwettbewerbe | Einzelwettbewerbe | Einzelwettbewerbe | Einzelwettbewerbe | Staffelwettbewerbe | Staffelwettbewerbe |
| Sprint                                      | Verfolgung        | Einzel            | Massenstart       | Damenstaffel      | Mixedstaffel       |                    |
| ------------------------------------------- | ----------------- | ----------------- | ----------------- | ----------------- | ------------------ | ------------------ |
| Olympische Winterspiele 2010 \| Vancouver   | 4.                | 6.                | –                 | 30.               | –                  |                    |
| Olympische Winterspiele 2018 \| Pyeongchang | 32.               | 50.               | 61.               | –                 | 18.                | –                  |